# Коктейлі-дигестиви
Коктейлі-дигестиви — це один з видів дигестивів, який являє собою коктейлі та змішані напої (мікси, англ. mix-drinks), що традиційно вживають під час трапези або по її завершенні, тому що їх склад сприяє засвоєнню їжі.
Це велика група найрізноманітніших коктейлів з різноманітними смаковими відтінками — кислим, солодким, кисло-солодким та іншим.
Така різноманітність обумовлена тим, що для приготування коктейлів-дигестивів використовують найрізноманітніші напої і продукти, наприклад, міцні алкогольні напої: вина, лікери, а також сиропи, фруктові соки, яйця, мед, вершки та інші.
Залежно від смаку коктейлів, а також від компонентів, що входять в їх рецептуру та прийомів і методів приготування вони діляться на численні підгрупи:
- Коктейлі сауер
- Коктейлі фрозен
- Коктейлі фліп
- Коктейлі смеш
- Коктейлі з вершками
- Шаруваті коктейлі